# 機密 (正教会)

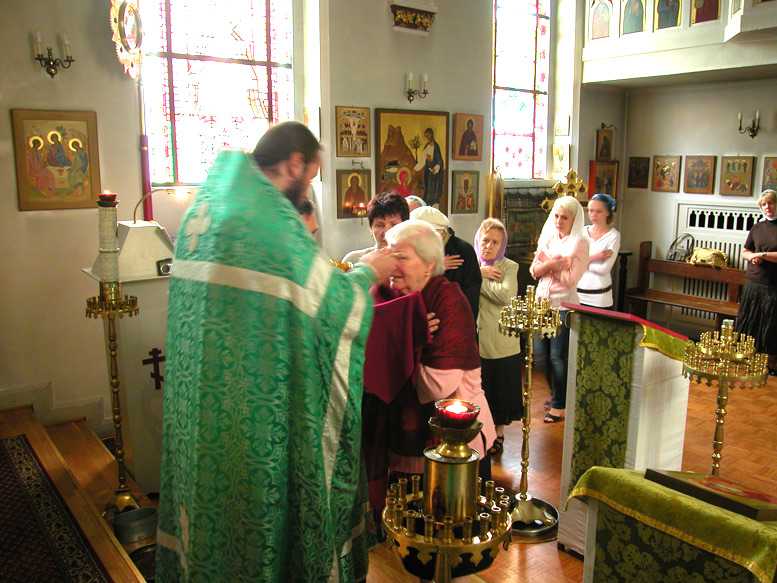
聖体礼儀中の、信者の領聖の場面（デュッセルドルフの生神女庇護教会）

正教会における機密（きみつ、ギリシア語: μυστήριον, ロシア語: Таинство）とは、「主（イイスス・ハリストス（イエス・キリスト））がすべての信者に恩寵を与えようとして自ら定める、見える状態でもって信者の霊魂に見えない神の恩寵を授けるもの」とされる。
狭義の機密は七件機密など、目に見える形で神の恩寵が授けられるものを指すが、広義の機密概念は教会そのものを機密と捉える。
狭義の機密は、聖体礼儀等、定められた各種儀礼・形式に沿って執行される。西方教会でのサクラメント（カトリック教会では秘跡、プロテスタント教会では礼典、聖公会では聖奠と呼ばれる）に相当する。

## 狭義の機密

### 概念
正教会において、イイスス・ハリストス（イエス・キリスト）は信じる人々に神聖神゜（聖霊）を与えて自分のもとに一つの神秘体になるように特別な恩寵を授けたのであり、これが機密（ミスティリオン）であると理解される。機密を通して罪の赦しと人の回心、ハリストスが示した真の人間像が明らかになるとされ、信者は機密を体験し、恩寵を受け、日々生活を矯正する事が望まれるとされる。
具体的な目に見える形としては、洗礼機密においては水に沈められること（洗われること）、傅膏機密において膏を塗られること、聖体機密において聖体尊血となったパンと葡萄酒を領食すること（領聖）などが挙げられる。七件機密が機密として認められているが、この数については整理されるまでに紆余曲折があった（後述）。
機密に欠かせないものとして、19世紀のモスクワ府主教マカリイは以下の三点を挙げている。
- 機密が神によって立てられたものである事
- 目に見える状態、即ち五官で感じる事が出来る状態を具えている事
- 機密を以て信者の霊魂に目に見えない恩寵を授ける事[2]

機密は、想像上の実在しない抽象概念とはされない。機密は、人間が「私」として関わる場ではなく、神との交わりの中で行動し体験する場であるとされる。機密の中で人間性が聖神゜（聖霊）のうちに関わり始めるが、人間性を失うことはなく、機密においてより本来与えられていた天性を全うして真正の人間となり、本当の生命に至るとされている。
一つ一つの機密は聖体機密において完成される。

### 七件機密一覧
正教会における七件機密として以下がある。
- 啓蒙者（洗礼志願の未信徒）がまとめて享けるもの
  - 洗礼機密 - 人が霊の生命に更生する恩寵
  - 傅膏機密 - 霊を成長させ堅固にする恩寵

- 信徒が受けるもの
  - 聖体機密 - 霊の培養の恩寵
  - 痛悔機密 - 霊疾（霊の病）の癒し、すなわち赦罪（罪の赦し）
  - 神品機密 - 教訓と機密で、他人の霊を育てる恩寵
  - 婚配機密 - 婚姻と、子を生み養育する事を成聖する恩寵
  - 聖傅機密 - 霊疾と身体の疾病の癒しの恩寵

### 七件機密の概念整理までの経緯
通常、正教会において機密と言えば、後述する七件機密を指す。しかしながら機密を七件と数えるまでの間には歴史的経緯が存在する。
聖師父達は機密：ミスティリオンの概念に、ハリストス（キリスト）の藉身・救済・降誕・死・復活・生涯の出来事・信仰・教え・教義・奉事・祈り・教会の祭日・信經・要理等を含める解釈を示した。
13世紀以降、機密は七件と数えられるようになった。但しこれはラテンのスコラ神学の影響下に概念が整理されたものである。それまで東方の聖師父達は機密の数には関心を持たなかった。埋葬式や修道誓願、聖堂成聖を機密に含めるよう主張した主教（15世紀頃の府主教イオアサフ）も存在した事が正教会に於いてはしばしば言及されることにも見られる通り、機密を7つに限定して捉える事の意義は正教会では強調されない。
- 9世紀の克肖者セオドロスは、啓蒙（洗礼）・集会（聖体礼儀）・傅膏・神品・剪髪・埋葬の六つを機密として挙げた。
- 13世紀に、1267年の東ローマ帝国皇帝ミハイル8世パレオロゴス（ミカエル8世パレオロゴス）がローマ教皇クレメンス4世に贈った自著『信仰告白』の中で、正教会で初めて七つの機密が教えとされた。ただしこの著作は皇帝自身によるものではなく、ラテンの神学者が書いたものであった。
- 14世紀の聖グリゴリオス・パラマスは、洗礼と聖体機密の二つを最も重要な機密として強調している。
- 14世紀の聖ニコラオス・カヴァシラスはその著『ハリストスのうちにある生活』の中で、洗礼・傅膏・聖体機密の三件について詳しく解説している。
- 15世紀頃の府主教イオアサフは、「教会の機密は七つではなく、もっと多い」と述べ、修道士剪髪、埋葬、聖堂成聖の三件を加えて十の機密を提唱した[6]。

ただし、こんにちの正教の各種神学書、要理においても七件機密（七つの機密）の概念整理は否定されてはおらず、なお重要な位置を占めている。

### 機密執行者
機密に与って神の恩寵を受けるのは正教会の洗礼を受けた正教徒に許されるが、機密を執行する事が出来るのは主教・司祭に限られる。主教は全機密を執行する事が出来るが、司祭は神品機密は執行する事は出来ない（他の神品を叙聖する事は出来ない）。
ただし、洗礼機密のみは、洗礼を希望している病人が危篤にあって司祭の到着が間に合わない等の止むを得ない事情において、聖洗略式を以て一般信徒も執行する事が出来る。これを摂行洗礼という。摂行洗礼を行った際には信徒は司祭に報告を行う。もし受洗者が健康を回復した場合には残りの祈祷・礼儀を司祭が行うよう定められている。

### 執行される奉神礼・各言語の対照表
聖体礼儀と聖体機密のように、機密が執行される奉神礼：礼儀（儀礼）と機密それぞれに呼称がある。どの奉神礼：礼儀でどの機密が執行されるかが正教会において定められている。
| 機密     | 行われる礼儀・場面      | ギリシャ語      | ロシア語                   | 英語                       |
| 洗礼機密 | 聖洗礼儀 および聖洗略式 | Βάπτισμα        | Крещение                   | Baptism                    |
| 傅膏機密 | 聖洗礼儀                | Χρίσμα          | Миропомазание              | Chrismation                |
| 聖体機密 | 聖体礼儀                | Θεία Ευχαριστία | Евхаристия (причащение)    | Holy Communion (Eucharist) |
| 痛悔機密 | 告解礼儀                | Εξομολόγηση     | Исповедь                   | Penance                    |
| 神品機密 | 聖体礼儀                | Ιερωσύνη        | Священство                 | Holy Orders                |
| 婚配機密 | 戴冠礼儀                | Γάμος           | Брак (венчание)            | Marriage                   |
| 聖傅機密 | 聖傅礼儀                | Ευχέλαιο        | Елеосвящение (соборование) | Unction                    |

## 広義の機密

### 概念
狭義の機密は、正教会の主教・司祭によって執行され正教徒が与る目に見える行為によるものを指す概念であるが、より広い意味での機密の概念には、神による救いの計画、福音、神の国、教会が含まれる。広義においては、教会自体が神と神の民との神秘的結合体であり、機密の場であるとされる。聖師父達による伝統的な機密概念には、ハリストス（キリスト）の藉身・救済・降誕・死・復活・生涯の出来事・信仰・教え・教義・奉事・祈り・教会の祭日・信經・要理等が含まれているともされる。

### 聖書箇所
エフェス書（エフェソの信徒への手紙）1章9節 - 10節は機密の説明に用いられる聖書箇所の一つである。
"μυστήριον"はエフェス書の中では1:9、3:3、5:32、6:19(20)に出て来る。狭義の"μυστήριον"（ミスティリオン）は「機密」と正教会で訳されているが、日本正教会訳聖書では"μυστήριον"につき、エフェス書1:9、3:3、5:32、6:19(20)のいずれの箇所についても、いずれも「奥義」と訳し、聖書内で訳語を統一している（他方たとえば新共同訳聖書ではμυστήριον"につき、1:9と3:3では"「秘められた計画」、5:32と6:19(20)では「神秘」として、同じ原語に別の語彙を用いている）。
機密（奥義）は、ハリストス（キリスト）を中心とし（コロサイ書2:2）、ハリストスの藉身に由来し（ティモフェイ前書（テモテへの手紙一）3:16）、十字架に結びつきつつ（コリンフ前書2:8）、天にあり地にある万物の一切を回復させるものである。この「万物」とは人のみならず全ての被造物を含むものである（エフェス書（エフェソの信徒への手紙）1:10）。
こうした機密（奥義）は、教会における（狭義の）機密において体験される。

## ミスティリオンの語義
「謎」と同時に「謎の解き明かし」の意味も持つ語。神による見えざる神秘的な恵みを、見えるものを通して自身の心体に享けることを意味する。